# ينفوخ أخضر مسود
ينفوخ أخضر مسود (الاسم العلمي: Tetraodon nigroviridis) هي نوع من الأسماك يتبع جنس الينفوخ من الفصيلة الينفوخية.